# Josef Weiß (Politiker)
Josef Weiß (* 25. Juli 1862 in Puchberg bei Wels; † 13. Dezember 1934 ebenda) war ein österreichischer Land- und Gastwirt und christlichsozialer Politiker.
Der Wirtschaftsbesitzer Josef Weiß war Obmann der Landwirtschaftlichen Bezirksgenossenschaft Wels und Präsident des Landwirtschaftsverbandes für Oberösterreich. Er gehörte zu den Gründern der Lagerhausgenossenschaft Wels und war Mitglied der Grundverkehrskommission Wels.
Von 1903 bis 1906 war er Bürgermeister der damals noch eigenständigen Gemeinde Puchberg bei Wels. Von 1907 bis 1918 war er Abgeordneter zum Österreichischen Reichsrat, dann Mitglied der Konstituierenden Nationalversammlung und bis 1923 Abgeordneter zum Österreichischen Nationalrat.